# Monopis cirrhospila
Monopis cirrhospila är en fjärilsart som beskrevs av Turner 1923. Monopis cirrhospila ingår i släktet Monopis och familjen äkta malar. Inga underarter finns listade i Catalogue of Life.